# Spiros Stathoulopoulos

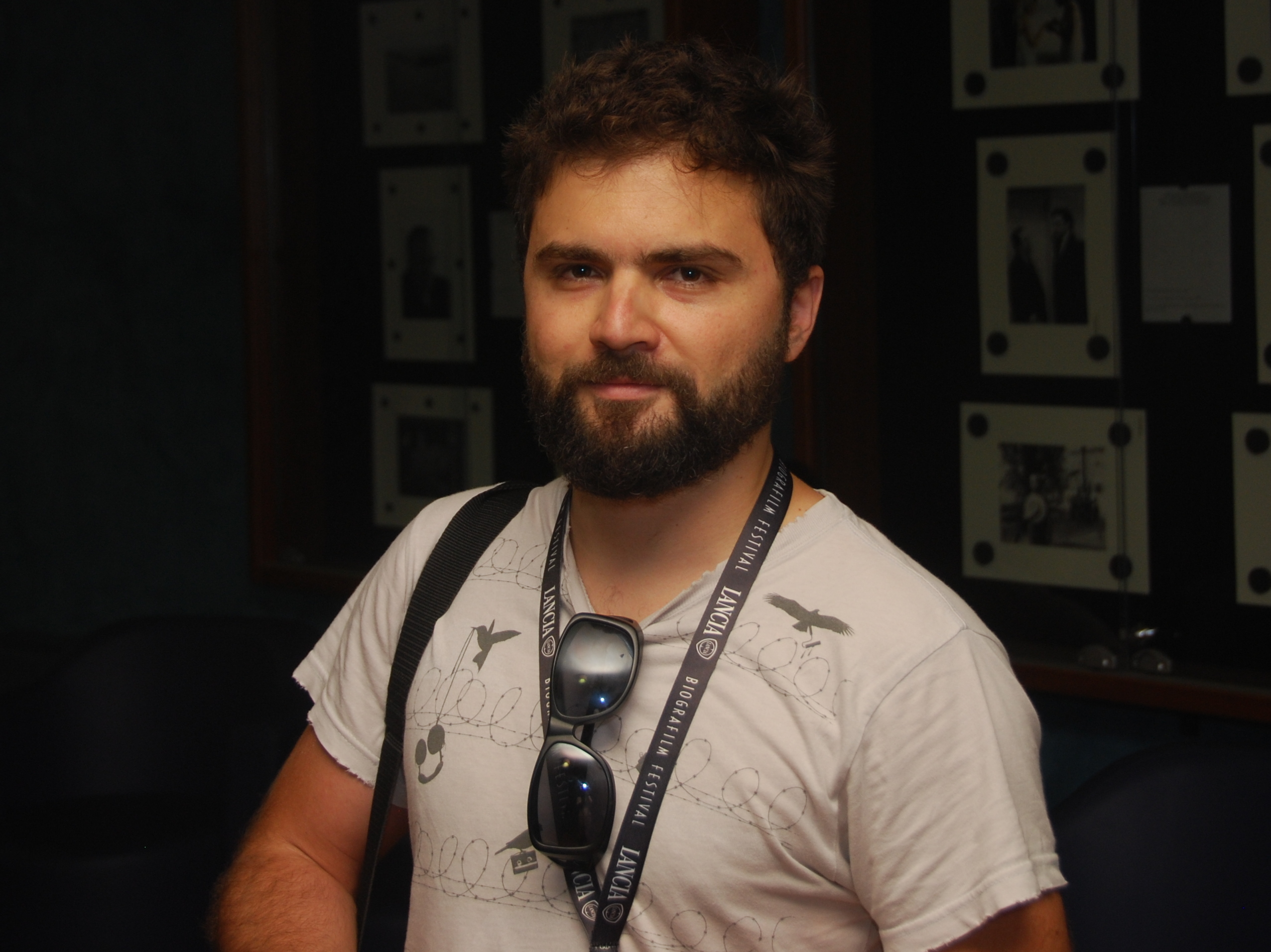
Spiros Stathoulopoulos (2009)

Spiros Stathoulopoulos (griechisch Σπύρος Σταθουλόπουλος, * 1978 in Griechenland) ist ein griechisch-kolumbianischer Filmregisseur und Drehbuchautor.

## Leben
Stathoulopoulos drehte in Kolumbien, wohin er mit seinen Eltern ausgewandert war, bereits im Alter von 14 Jahren auf Video seinen ersten Kurzfilm. Mit 18 Jahren kehrte er nach Griechenland zurück, um seinen Grundwehrdienst abzuleisten. Danach ging er nach Hollywood zur Vervollkommnung seiner Kenntnisse in der Filmbranche.
Stathoulopoulos erster Spielfilm war der nicht geschnittene Film PVC-1 aus dem Jahre 2007. Er nahm im gleichen Jahr beim Wettbewerb um die Caméra d’Or in Cannes bei den 60. Filmfestspielen an der Quinzaine des Réalisateurs teil, ebenso wie am Internationalen Filmfestival Thessaloniki desselben Jahres. Dort erhielt er zwei Auszeichnungen.
Der Liebesfilm Meteora des Regisseurs aus dem Jahre 2011 nahm am Wettbewerb um den Goldenen Bären bei den Berliner Filmfestspielen 2012, der Berlinale, teil. Erst 2014 fand sich ein deutscher Filmverleih, der den Film in Deutschland mit Untertiteln herausgab. 2016 war er an dem Film Amazonas beteiligt, im gleichen Jahr entstand seine Kurzfilm Killing Klaus Kinski. 2022 folgte der Spielfilm Cavewoman.

## Auszeichnungen und Preise
- Special Jury Award Silberner Alexander beim 18. Internationalen Thessaloniki-Film-Festival 2007 für PVC-1.
- FIPRESCI-Preis beim selben Festival für denselben Film.